# 王晓鹰
王晓鹰，安徽合肥人，中国话剧导演，一级导演，中国国家话剧院副院长，中国戏剧家协会副主席。